# Caverna glaciale

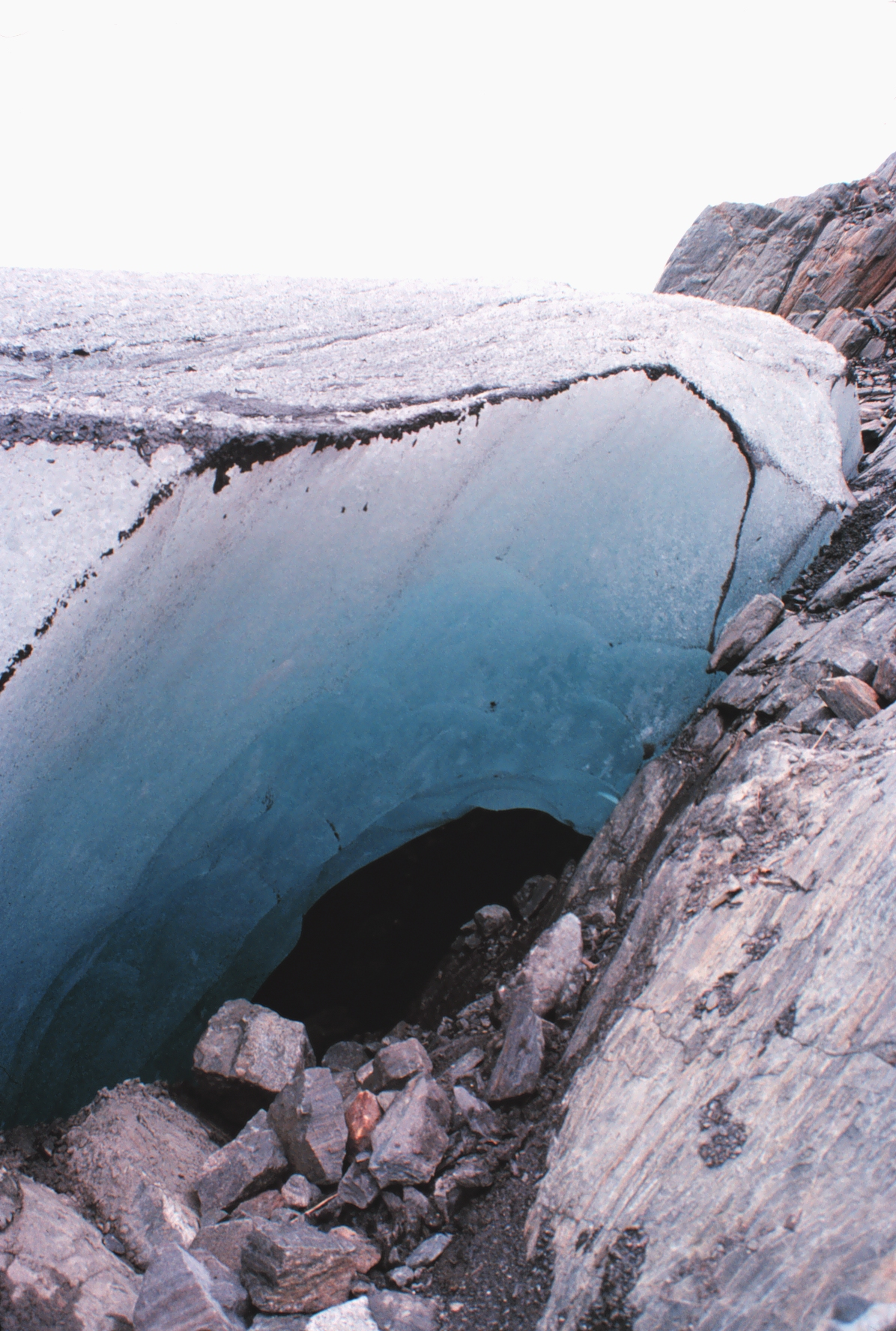
Una grotta glaciale sotto il ghiacciaio Mendenhall.

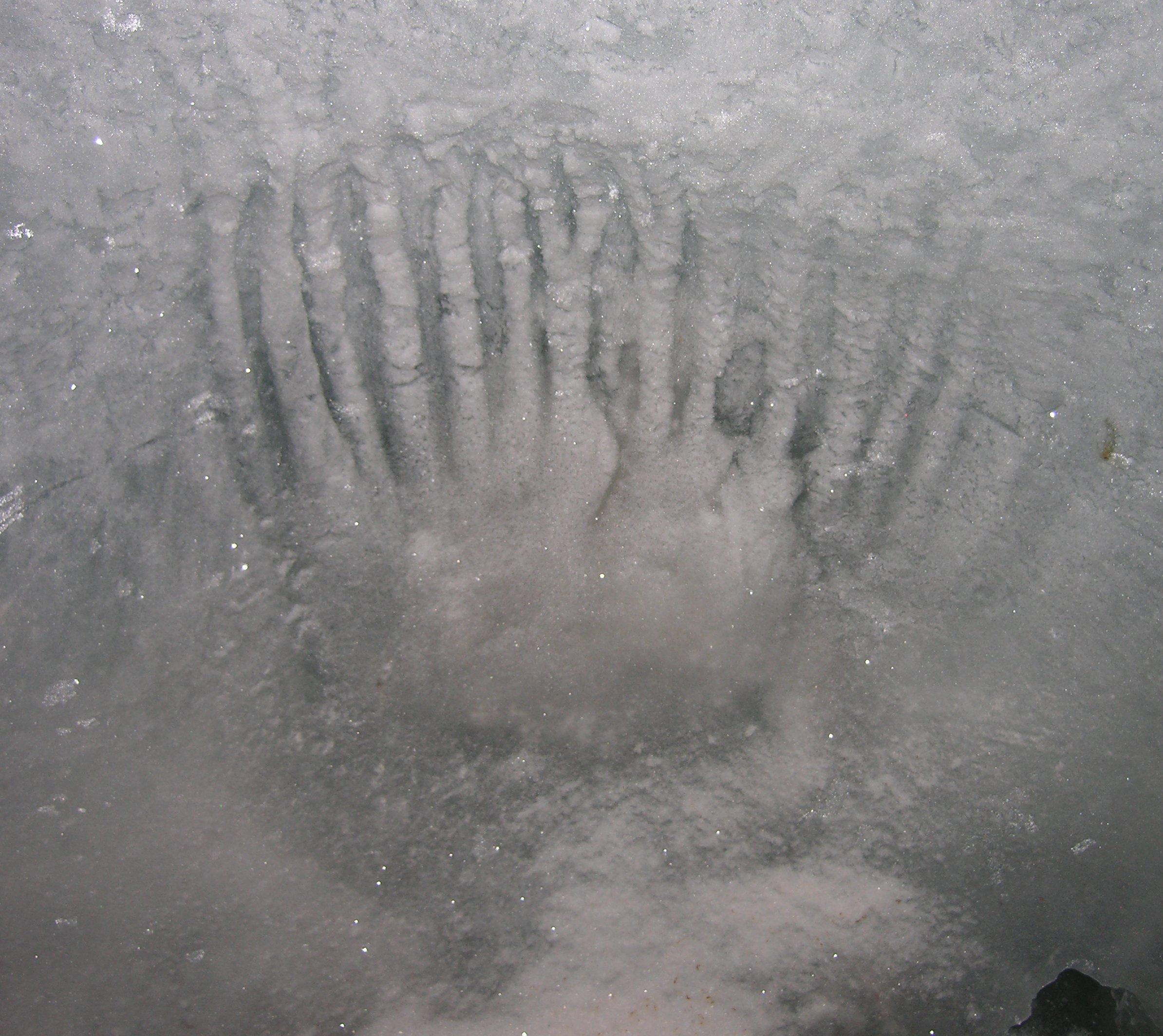
Formazioni di ghiaccio nella caverna glaciale del Titlis.

Una grotta o caverna definita glaciale o di ghiacciaio è una cavità tipo grotta formatasi all'interno di un ghiacciaio. Sono spesso anche dette caverne o grotte di ghiaccio, ma questo termine andrebbe propriamente usato per descrivere le caverne nella roccia in posto contenenti ghiaccio tutto l'anno.

## Panoramica
La maggior parte delle caverne glaciali si sono originate dall'acqua fluente attraverso o sotto il ghiacciaio, spesso proveniente dalla sua fusione in superficie, che penetra nel ghiaccio attraverso un mulino ed esce dal termine del ghiacciaio a livello basale. Il trasferimento di calore dall'acqua può causare la fusione, sufficiente a formare una cavità piena d'aria, talvolta aiutata dalla soliflussione. Il movimento dell'aria può dunque agevolare l'allargamento attraverso la fusione in estate e la sublimazione in inverno.
Alcune caverne glaciali sono formate dal calore geotermico proveniente da aperture vulcaniche o da sorgenti di acque termali situate sotto il ghiaccio. Un caso estremo è la caverna glaciale di Kverkfjöll nel ghiacciaio Vatnajökull in Islanda, lunga 2,8 chilometri e alta 525 metri, secondo le misurazioni effettuate negli '80.
Alcune grotte glaciali sono relativamente instabili a causa della fusione e del movimento glaciale e possono essere soggette a collassi parziali o totali, così come possono essere disintegrate dal ritiro glaciale. Un esempio della natura dinamica delle caverne glaciali può essere osservato nelle Caverne Glaciali del Paradiso (Paradise Ice Caves) situate sul Monte Rainier negli Stati Uniti. Note fin dall'inizio del 1900, le grotte si ritenevano del tutto scomparse alla metà degli anni '40, ma ancora nel 1978 i corridoi delle caverne glaciali misuravano 13,25 km, ed erano considerate il più lungo sistema di caverne glaciali al mondo. Le Caverne Glaciali del Paradiso collassarono e si estinsero negli anni novanta, e allo stesso modo la lingua inferiore del ghiacciaio che una volta le conteneva svanì interamente tra il 2004 e il 2006.
Le caverne glaciali possono essere utilizzate dai glaciologi per studiare l'interno dei ghiacciai. Lo studio delle stesse grotte glaciali è talvolta chiamato glaciospeleologia.